# Alma Media
Alma Media est un des plus grands groupes de presse et de média finlandais.

## Chronologie
- 1957 : Création de la première télévision commerciale de Finlande, Oy Mainos-TV-Reklam Ab
- 1980 : Création du journal du soir Iltalehti
- 1993 : Création de la chaine de télévision MTV3
- 1997 : Création de la première radio commerciale nationale Radio Nova
- 1998 : Création officielle de Alma Media Group

## Production

### Régions
Journaux régionaux
- Aamulehti[2]
- Satakunnan Kansa[3]

Journaux locaux
- Janakkalan Sanomat[4]
- Jokilaakso [5]
- Jämsän Seutu[6]
- Kankaanpään Seutu[7]
- KMV-lehti[8]
- Luoteisväylä [9]
- Merikarvia-lehti[10]
- Nokian Uutiset[11]
- Rannikkoseutu[12]
- Suur-Keuruu[13]
- Sydän-Satakunta[14]
- Tyrvään Sanomat[15]
- Valkeakosken Sanomat[16]
- Vekkari[17]

### Alma News & Life
- Iltalehti
- Kotikokki
- Rantapallo
- Telkku.com

### Alma Talent
- Kauppalehti
- Talouselämä
- Arvopaperi
- Uusi Suomi
- Tekniikka ja Talous
- Tivi
- Mikrobitti
- Markkinointi & Mainonta
- Mediuutiset
- Arvoasunto
- Fakta

## Polémiques
Une polémique enfle en octobre 2008, à la suite du licenciement de la rédactrice en chef, Johanna Korhonen, du magazine Lapin Kansa (du groupe Alma Media) pour homosexualité. La présidente finlandaise elle-même, Tarja Halonen, intervient sur l'affaire et se dit "choquée". Johanna Korhonen affirme avoir été démise de ses fonctions de rédactrice en chef d'un quotidien régional du fait de son homosexualité. Le directeur général du groupe Alma Media déclare pour sa part que cette dernière a été licenciée parce qu'elle avait menti lors de son entretien d'embauche. Interrogée sur sa situation familiale, la jeune femme aurait indiqué à son futur employeur qu'elle vivait en couple avec ses deux enfants, sans préciser que son conjoint était une femme. La polémique enfle et des lecteurs résilient leur abonnement.
Début 2009, l'Office de la protection du travail d'Uusima a conclu qu'il s'agissait d'un cas de discrimination à l'encontre de Johanna Korhonen. La discrimination n'a pas été confirmée en première instance par le tribunal d'Helsinki mais en 2010, la cour d'appel d'Helsinki qui a condamné Pohjois-Suomen Media Oy (le nouveau nom de Lapin Kansa Oy) à payer 80000 euros de dommages pour discrimination ainsi que le remboursement de 30000 euros de frais de procédure. Kai Telanne, PDG d'Alma Media, a également été condamné à 7000 euros d'amende par la cour d'appel, amende portée à 18000 euros par la Cour suprême en 2015,.
En 2019, les procureurs ont lancé une nouvelle procédure à l'encontre de Kai Telanne et Virpi Juvonen, respectivement PDG et responsable des ressources humaines d'Alma Media dans une affaire de discrimination à l'embauche d'un nouvel éditeur en chef du quotidien Aamulehti,. La discrimination n'a pas été confirmée en première instance par le tribunal de Pirkanmaa et les procureurs ont décidé de ne pas faire appel.